# Den 31. Razzie-Uddeling
Den 31. Razzie-Uddeling er en ceremoni, som markerer de dårligste film fra 2010. Ceremonien fandt sted den 26. februar, dagen før den 83. Oscar-uddeling. Uddelingen fandt sted i i Barnsdall Gallery Theatre i Hollywood.
Ny pris for året var Dårligste 3D-oplevelse, eller nærmere bestemt misbrug af 3D, jf. originalkategorien på engelsk: Worst Eye-Gouging Mis-Use of 3-D

## Vindere og nomineringer

### Dårligste film
- Luftens sidste mester
  - The Twilight Saga: Eclipse
  - The Bounty Hunter
  - Sex and the City 2
  - Vampires Suck

### Dårligste mandlige skuespiller
- Ashton Kutcher – Killer og Valentine's Day
  - Gerard Butler – The Bounty Hunter
  - Jack Black – Gullivers rejser
  - Robert Pattinson – The Twilight Saga: Eclipse og Remember Me
  - Taylor Lautner – The Twilight Saga: Eclipse

### Dårligste kvindelige skuespiller
- «The Four Gal Pals» (Sarah Jessica Parker, Kim Cattrall, Kristin Davis og Cynthia Nixon) – Sex and the City 2
- Jennifer Aniston – The Bounty Hunter
- Miley Cyrus – The Last Song
- Megan Fox – Jonah Hex
- Kristen Stewart – The Twilight Saga: Eclipse

### Dårligste mandlige birolle
- Jackson Rathbone – Luftens sidste mester og The Twilight Saga: Eclipse
  - George Lopez – Marmaduke, The Spy Next Door og Valentine's Day
  - Billy Ray Cyrus – The Spy Next Door
  - Dev Patel – Luftens sidste mester
  - Rob Schneider – Grown Ups

### Dårligste kvindelige birolle
- Jessica Alba – The Killer Inside Me, Little Fockers, Machete og Valentine's Day
  - Cher – Burlesque
  - Liza Minnelli – Sex and the City 2
  - Nicola Peltz – Luftens sidste mester
  - Barbra Streisand – Little Fockers

### Dårligste film-filmpar
- Hele Sex and the City 2-castet
  - Hele The Twilight Saga: Eclipse-castet
  - Hele Luftens sidste mester-castet
  - Jennifer Aniston og Gerard Butler – The Bounty Hunter
  - Josh Brolins ansigt og Megan Fox' stemme – Jonah Hex

### Dårligste forløber, genindspilning, plagiat eller efterfølger
- Sex and the City 2
  - Clash of the Titans
  - Luftens sidste mester
  - The Twilight Saga: Eclipse
  - Vampires Suck

### Dårligste instruktør
- M. Night Shyamalan – Luftens sidste mester
  - Sylvester Stallone – The Expendables
  - Jason Friedberg og Aaron Seltzer – Vampires Suck
  - Michael Patrick King – Sex and the City 2
  - David Slade – The Twilight Saga: Eclipse

### Dårligste manuskript
- Luftens sidste mester
  - Little Fockers
  - Sex and the City 2
  - The Twilight Saga: Eclipse
  - Vampires Suck

### Dårligste 3D-oplevelse
- Luftens sidste mester
  - Hund og kat imellem
  - Clash of the Titans
  - The Nutcracker in 3D
  - Saw 3D